# Koronos (Sohn des Kaineus)
Koronos (altgriechisch Κόρωνος Kórōnos), der Sohn des Kaineus, war in der griechischen Mythologie ein König der Lapithen.
Er wohnte in Gyrton in Thessalien und hatte zwei Söhne Andraimon und Leonteus, sowie eine Tochter Lyside. Er nahm an der Fahrt der Argonauten teil.
Wegen Grenzstreitigkeiten kam es zwischen den Lapithen und den Dorern zum Krieg. So zog Koronos gegen Aigimios zu Felde und wurde schließlich von Herakles, der den Dorern zu Hilfe kam, getötet.